# Aloe subtuberculata
Aloe subtuberculata é uma espécie de liliopsida do gênero Aloe, pertencente à família Asphodelaceae.